# あさやん!
『あさやん!』は、毎日放送テレビ（MBSテレビ）で2002年4月1日から2003年3月28日まで、近畿広域圏向けに放送されていた平日朝のローカルワイド・情報番組。

## 概要
放送時間は平日の7:48頃 - 8:22頃（TBSの『おはよう!グッデイ』枠内でローカル飛び乗り）。メインキャスターは、あのねのねの原田伸郎とMBSアナウンサーの上泉雄一が担当。
MBSは、『ちちんぷいぷい』や『せやねん!』と並ぶローカル情報番組を目指すことを目標としていたが、『 - グッデイ』の終了と同時に1年で打ち切られた。
2004年3月29日から、上泉雄一アナがキャスターを務める『あん!』が『ウォッチ!』の枠内（7:25頃 - 8:28）で放送されたが、2005年3月25日にTBSが『みのもんたの朝ズバッ!』を立ち上げるのに伴い1年で終了となった。

## 出演者
メインキャスター
- 原田伸郎（あのねのね）
- 上泉雄一（MBSアナウンサー）

## 関連番組
- おはよう!グッデイ
- グッデイみやぎ（東北放送）
- グッデイCBC（中部日本放送）
- おはよう!グッデイかごしま（南日本放送）